# Furcoppia minuta
Furcoppia minuta är en kvalsterart som beskrevs av Grobler 2003. Furcoppia minuta ingår i släktet Furcoppia och familjen Astegistidae. Inga underarter finns listade i Catalogue of Life.